# شماره کاتالوگ ماهواره
'شمارهُ ستکات یا شمارهٔ کاتالوگ ماهواره (به انگلیسی: Satellite Catalog Number)؛ که به نام‌های دیگری هم مانند شمارهٔ کاتالوگ نوراد، شمارهٔ کاتالوگ ناسا یا شمارهٔ کاتالوگ فرماندهی فضایی ایالات متحده به کار رفته یک عدد ۵ رقمی متوالی است که به تمام ماهواره‌ها در مدار زمین به منظور ساده‌تر کردن شناسایی توسط فرماندهی فضایی ایالات متحده اختصاص داده شده‌است. نگاهداری این کاتالوگ در گذشته به عهدهٔ (NORAD) بوده‌است.
نخستین شیء که در این کاتالوگ به شمارهٔ ۰۰۰۰۱ به ثبت رسیده پارهٔ رها شده در مرحلهٔ پایانی از موشک روسی اسپوتنیک-۱ است که در سال ۱۹۵۷ میلادی آغازگر عصر فضا و مسابقهٔ فضایی بود. از آن زمان تا ۲۱ سپتامبر ۲۰۱۴، این کاتالوگ بیش از ۴۰٫۰۰۰ اشیاء ردیابی شده از جمله ۷۱۹۶ ماهواره را در مدار زمین ثبت کرده‌است.
به تخمین ناسا هم‌اکنون بیش از ۵۰۰٫۰۰۰ زبالهٔ فضایی در پیرامون زمین وجود دارد. دفتر اداری برنامه‌های باقی‌مانده‌های مداری ناسا (NODPO)، که در مرکز فضایی جانسون در شهر هیوستون در ایالت تگزاس واقع شده، برای به دست گرفتن ابتکار عمل در رسیدگی به مسائل زباله‌های فضایی مداری تشکیل شده‌است.
برای اشیاء با قطر کمتر از ۱۰ سانتی‌متر (۴ اینچ)، ناسا از نظر آماری تنها به بررسی تعداد این زباله‌ها می‌پردازد.